# Otto Kuhlmann
Otto Kuhlmann (* 22. April 1873 in Detmold; † 8. September 1948 ebenda) war ein deutscher Architekt.

## Leben
Otto Kuhlmann wurde 1873 als Sohn des Zimmerermeisters August Kuhlmann in Detmold geboren und wuchs in bürgerlichen Verhältnissen auf, er besuchte ein Gymnasium. Seine Eltern starben beide, ehe er volljährig war.
Nach einer baupraktischen Lehre besuchte Kuhlmann die Baugewerkschule Höxter, danach schloss sich ein Studium an der Technischen Hochschule (Berlin-)Charlottenburg an, zu seinen Lehrern zählten dort Carl Schäfer, Johannes Vollmer, Hermann Ende und Christoph Hehl. Seine erste Anstellung fand er 1897 beim Hochbauamt der Stadt Berlin unter Stadtbaurat Ludwig Hoffmann. Im Alter von 27 Jahren ließ er sich als selbstständiger Architekt in (Berlin-)Charlottenburg nieder, Adresse Kantstraße 142. Kuhlmann war Mitglied im Bund Deutscher Architekten (BDA), er erhielt 1903 den Großen Staatspreis der Akademie der Künste, 1918 den Ehrentitel Geheimer Hofbaurat und annoncierte als Professor.
Er wurde im Jahre 1908 in die Detmolder Freimaurerloge Zur Rose am Teutoburger Wald aufgenommen und schloss sich später der Berliner Freimaurerloge Zur Beständigkeit an.

## Bauten (Auswahl)
Kuhlmann entwarf und baute Villen, Miet- und Geschäftshäuser, Fabrikanlagen, Schulen, Rathäuser und Verwaltungsgebäude, landwirtschaftliche Bauten, Krankenhäuser und Theater, z. B.:

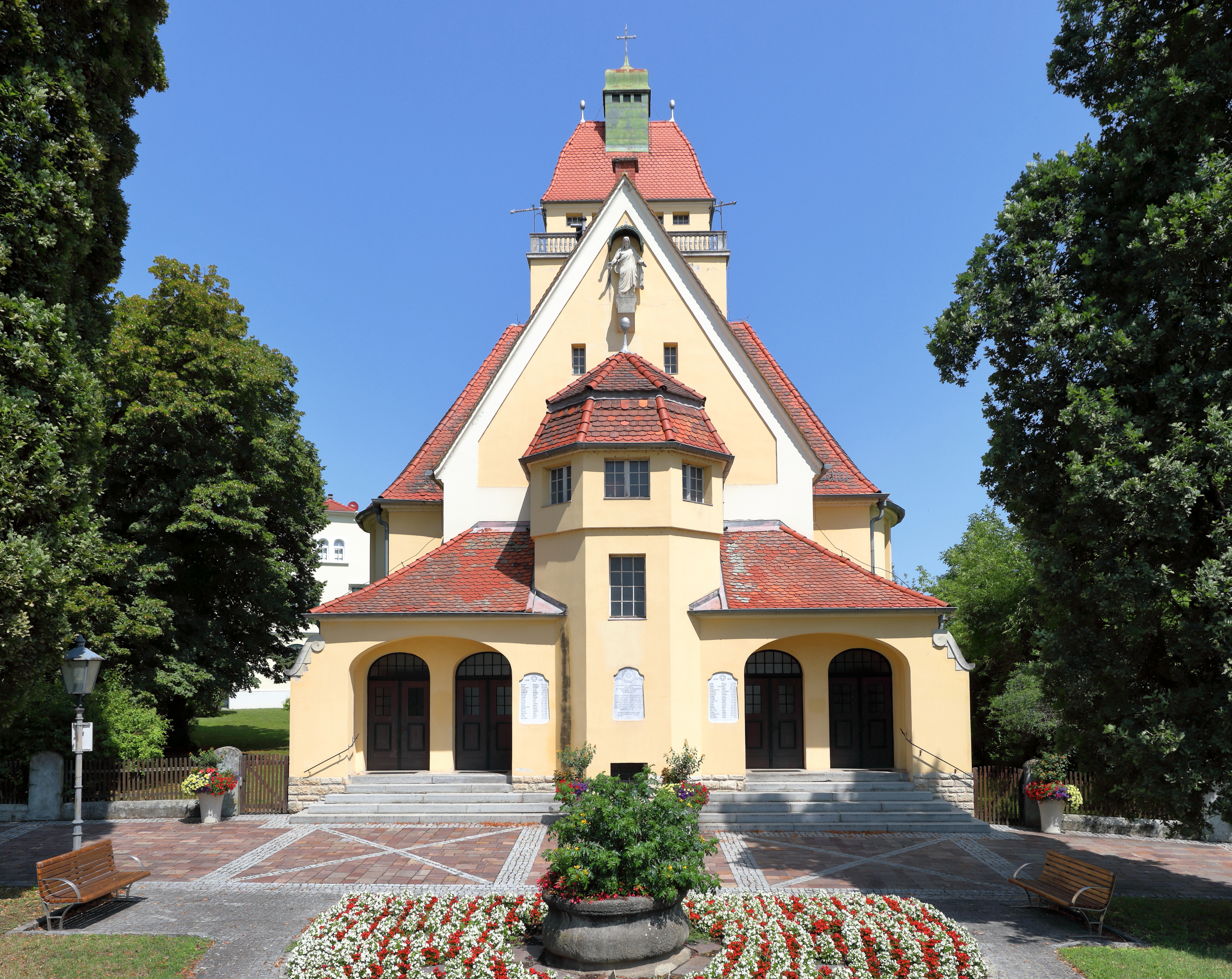
Heilandskirche in Fürstenfeld

- 1900–1901: Rathaus in Essen-Rüttenscheid, Rüttenscheider Straße (zerstört)
- 1902–1908: Reform-, Reformreal- und Mädchengymnasium in Essen-Rüttenscheid, Alfredstraße 28 (zerstört)
- 1905–1906: Villa zur Eigennutzung, in Berlin, Limastraße 18
- 1905–1908: evangelisch-reformierte Christuskirche mit Fürstengruft in Detmold
- 1905–1908: evangelisch-lutherische Lutherkirche in Chemnitz, Zschopauer Straße
- 1907–1908: evangelische Kirche in Münster am Stein
- 1907–1908: evangelische Kirche in Prerau (Mähren)
- 1908–1909: evangelische Kirche in Raudnitz (Böhmen)
- 1908–1910: evangelische Heilandskirche in Fürstenfeld (Steiermark)
- 1911–1912: Gemeindeschule in Berlin-Britz, Britzer Damm 164–170
- 1911–1913: evangelisches Gemeindehaus in Neunkirchen (Saar) (verändert, unter Denkmalschutz)
- 1913: Denkmal für Karl Alexander Freiherr von Blomberg (1788–1813) in Berlin-Friedrichshain, in der Grünanlage vor der Bartholomäuskirche[3][4]
- 1913–1914: evangelische Johanneskirche in Berlin-Lichterfelde, Johanneskirchplatz 4
- 1913–1914: evangelische Kreuzkirche in Graz
- 1913–1914: evangelische Christuskirche in Thörl
- 1914–1917: evangelische Kirche im Johannesstift in Berlin-Spandau
- 1914–1920: evangelische Kirche für die tschechische Gemeinde in Olmütz (Mähren)
- 1923–1925: Knaben- und Mädchenschule in Biesenthal, Bahnhofstraße 9–12[5]
- 1924: Volks- und Mittelschule in Prenzlau
- 1926–1927: Oberrealschule in Eberswalde

sowie
- evangelisches Gemeindehaus in Münster am Stein
- Rathaus in Erkner

Die meisten der erhaltenen Bauten stehen inzwischen unter Denkmalschutz.